# Conservatorio Botánico Mediterráneo Nacional de Porquerolles
El Conservatorio Botánico Mediterráneo Nacional de Porquerolles en francés : Conservatoire botanique national méditerranéen de Porquerolles es un Conservatorio Nacional y jardín botánico, de 180 hectáreas de extensión, que se encuentra en Port-Cros, Francia.

## Localización
Se ubica en el interior del Parc national de Port-Cros en Île de Port-Cros-Port-Cros en las Îles d'Hyères, Var, Provence-Alpes-Côte d'Azur, France-Francia.
Planos y vistas satelitales, 42°59′48.48″N 6°11′45.24″E / 42.9968000, 6.1959000
Está abierto a diario todo el año. La entrada es gratuita. 

## Historia
El conservacionismo activo comenzó en Porquerolles en el año 1971 cuando el estado compró el 80% del territorio de la isla para protegerla de las promociones inmobiliarias descontroladas. 

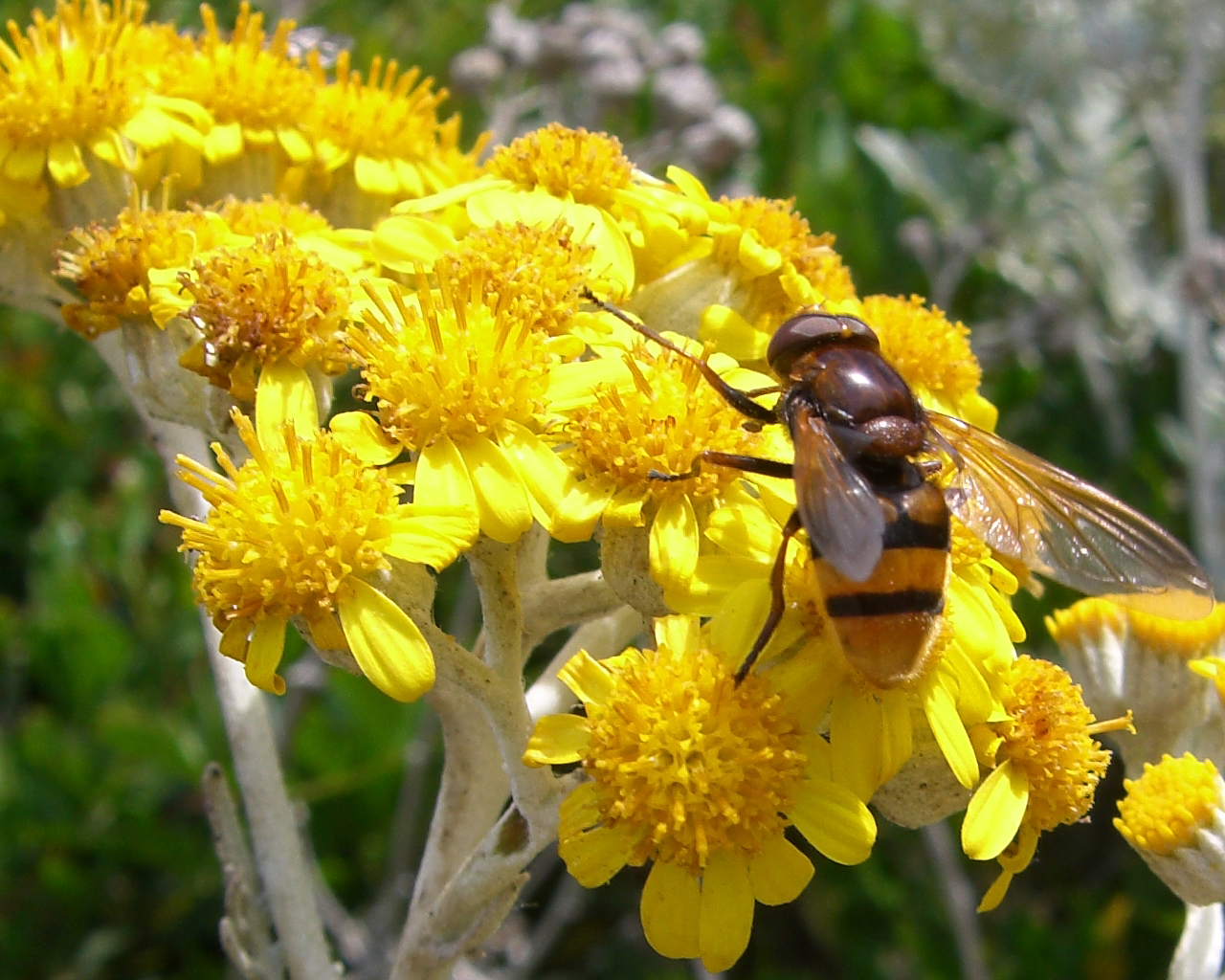
Mosca sobre Senecio cineraria en el Parc national de Port-Cros.

El conservatorio fue fundado en 1979 y llegó a ser un Conservatoire botanique national en 1990 para servir a las regiones mediterráneas francesas de Languedoc-Roussillon, Provence, y Côte d'Azur.

## Colecciones
Actualmente el conservatorio administra 180 hectáreas de tierra agrícola, además de tres viñas, y preserva varias colecciones de variedades raras de olivos (más de 500 árboles), árboles frutales incluyendo frutas de hueso y cítricos, moreras, higueras, y palmas, con un énfasis especialmente en las variedades de la herencia que sirven como una reserva genética. 
Además conserva los genes de más de 2,000 plantas en su banco de germoplasma.